# A budapesti Katona József Színház 2010/2011-es színházi évadja
A Budapesti Katona József Színház 2010/2011-es évadja. A teátrum szócikkéhez kapcsolódó fejezet.
Az évadnyitó társulati ülés időpontja: augusztus 23. Ekkor osztották ki a Vastaps Alapítvány díjait. Részletesen lásd:  A budapesti Katona József Színház 2009/2010-es színházi évadja

## A társulat tagjai
| - Ascher Tamás rendező - Bán János - Bezerédi Zoltán - Bodnár Erika - Bozsik Yvette koreográfus, rendező - Dankó István - Elek Ferenc - Fekete Ernő - Fullajtár Andrea - Gothár Péter rendező - Hajduk Károly - Haumann Péter - Jordán Adél - Keresztes Tamás | - Kiss Eszter - Kocsis Gergely - Kovács Lehel - Kun Vilmos - Lengyel Ferenc - Mattyasovszky Bence ügyvezető igazgató - Máté Gábor színész, főrendező - Máthé Erzsi - Mészáros Béla - Nagy Ervin - Olsavszky Éva - Ónodi Eszter - Pálmai Anna - Pelsőczy Réka | - Rajkai Zoltán - Rezes Judit - Sáry László zenei vezető - Szacsvay László - Szirtes Ági - Takátsy Péter - Tenki Réka - Tóth Anita - Török Tamara dramaturg - Ujlaki Dénes - Ungár Júlia dramaturg - Vajdai Vilmos - Várady Zsuzsa dramaturg - Zsámbéki Gábor igazgató |

### Változások 2011. február 1-jétől
A Fővárosi Közgyűlés 2010. augusztus 27-ei döntése értelmében Máté Gábor a teátrum új igazgatója. Máténak nem volt riválisa a pályázaton. A posztot 2011. február 1-jén vette át. Ettől az időponttól az új főrendező Ascher Tamás.
A leköszönő Zsámbéki Gábor alapító tag 1989 óta vezette a színházat.

## Bemutatók

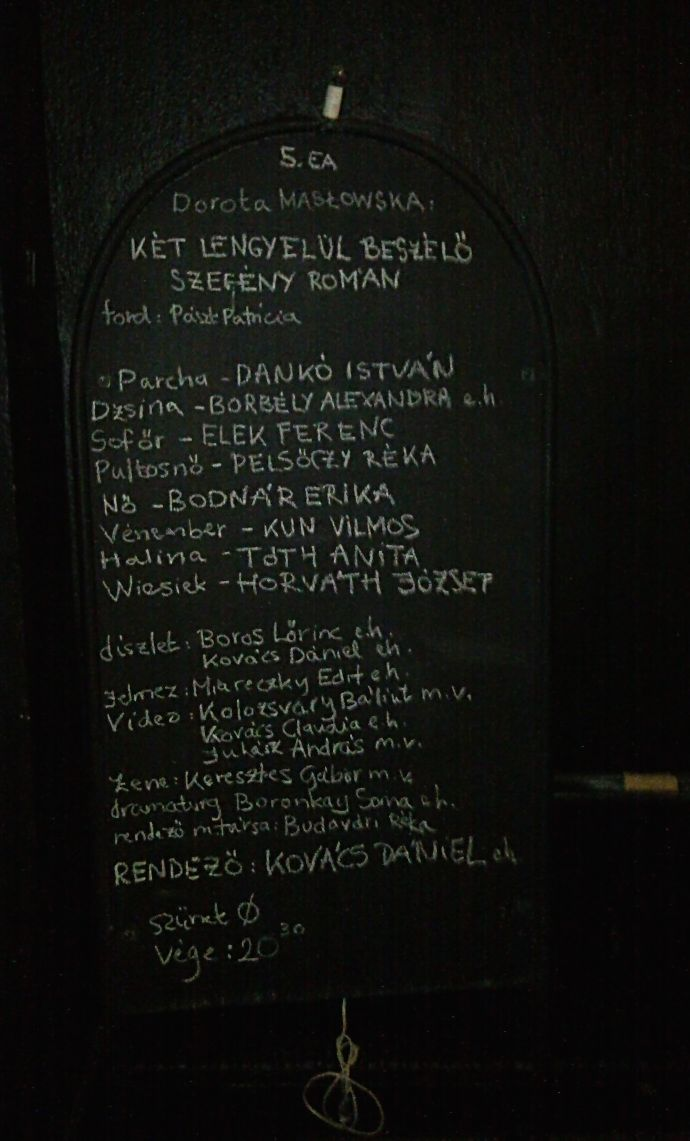
Két lengyelül beszélő szegény román 2010. október 26.
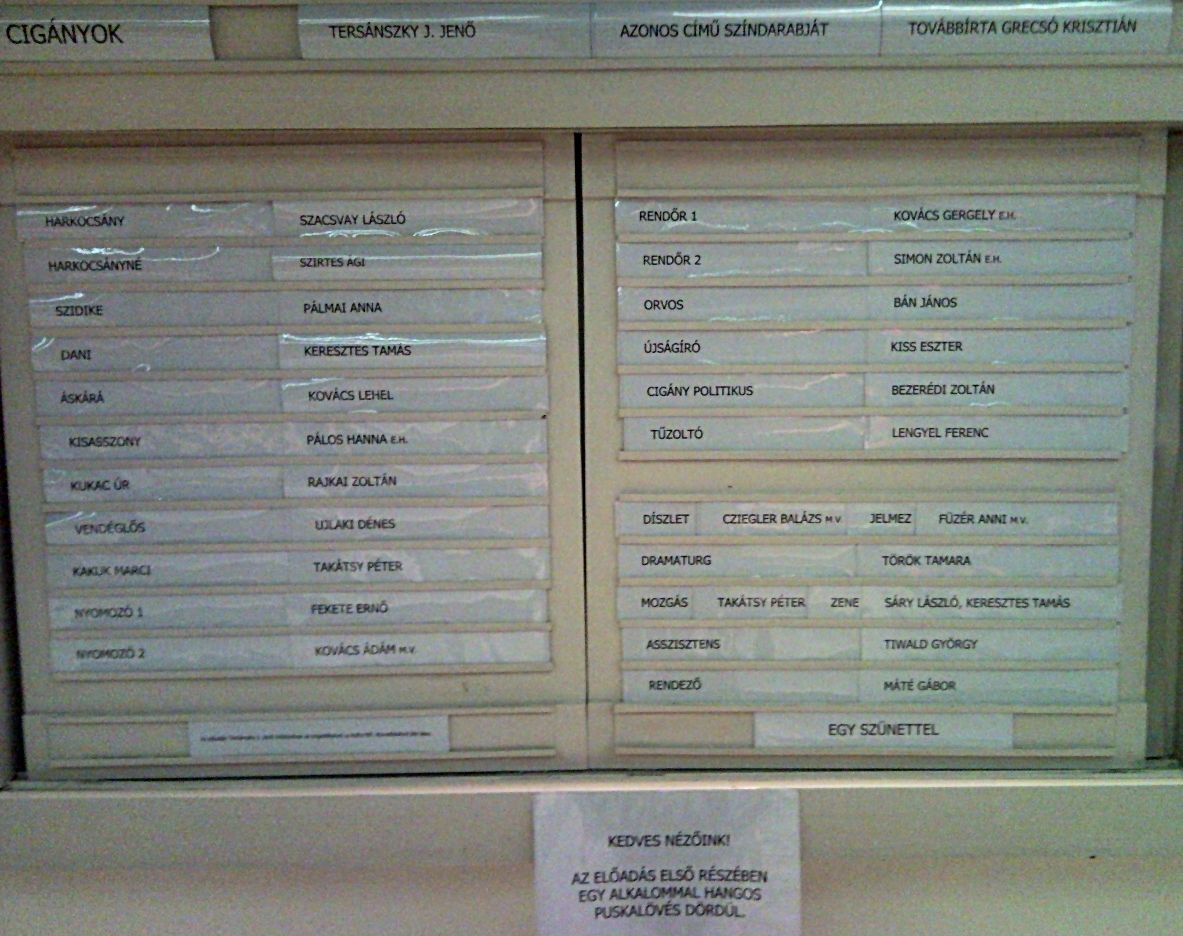
Cigányok 2010. november 8.
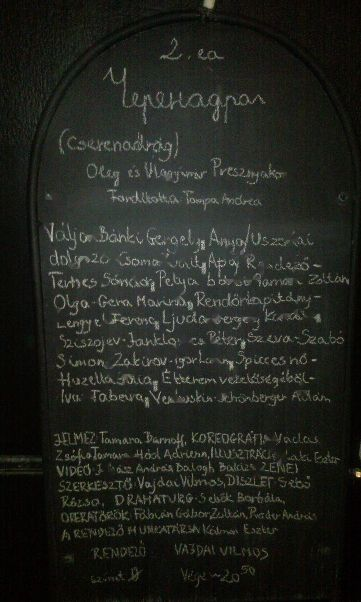
Cserenadrág 2010. november 16.
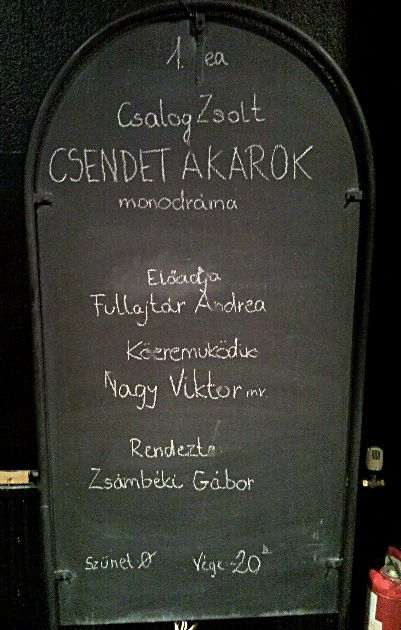
Csendet akarok (felújítás) 2010. december 19.
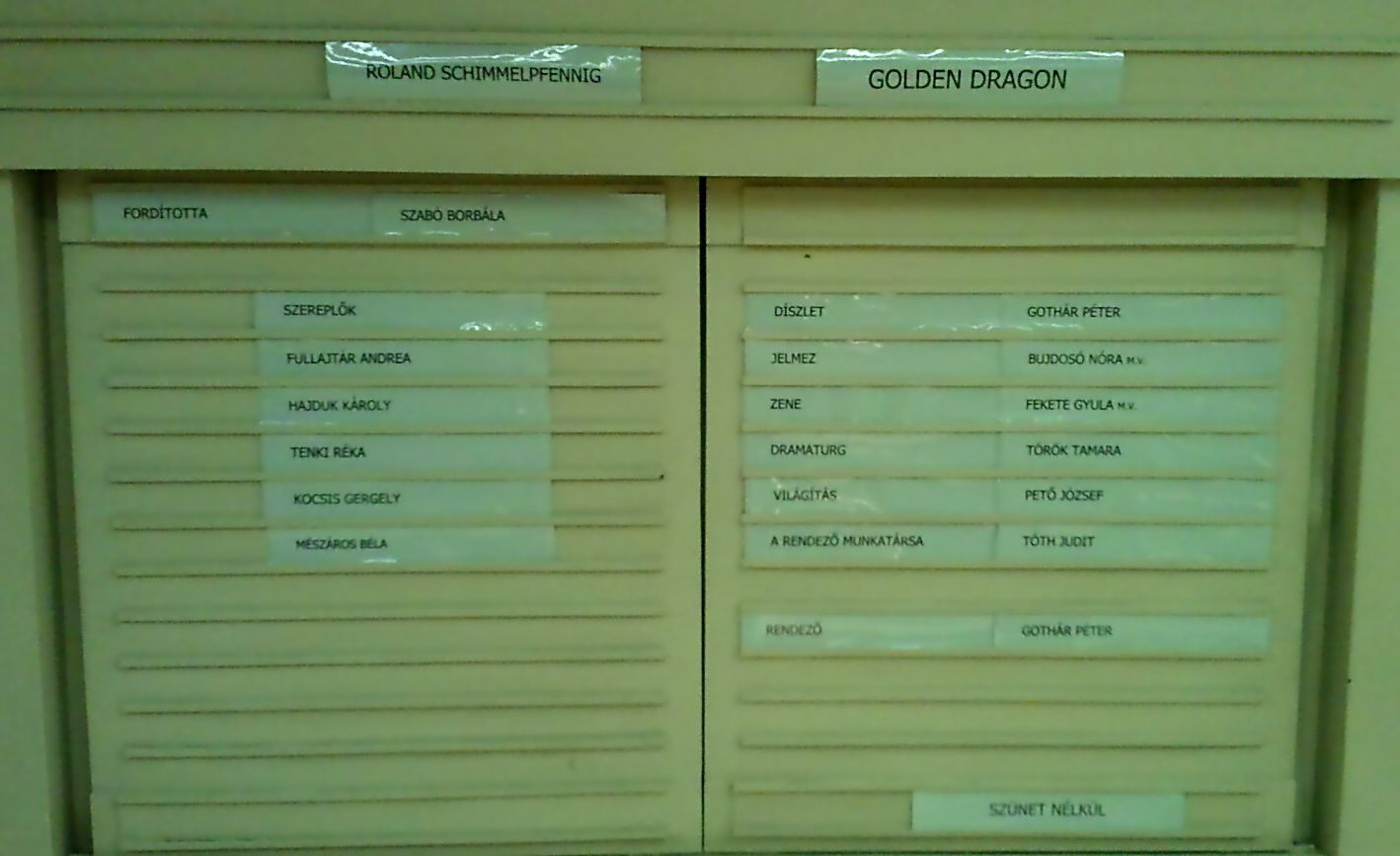
Golden Dragon 2010. december 30.
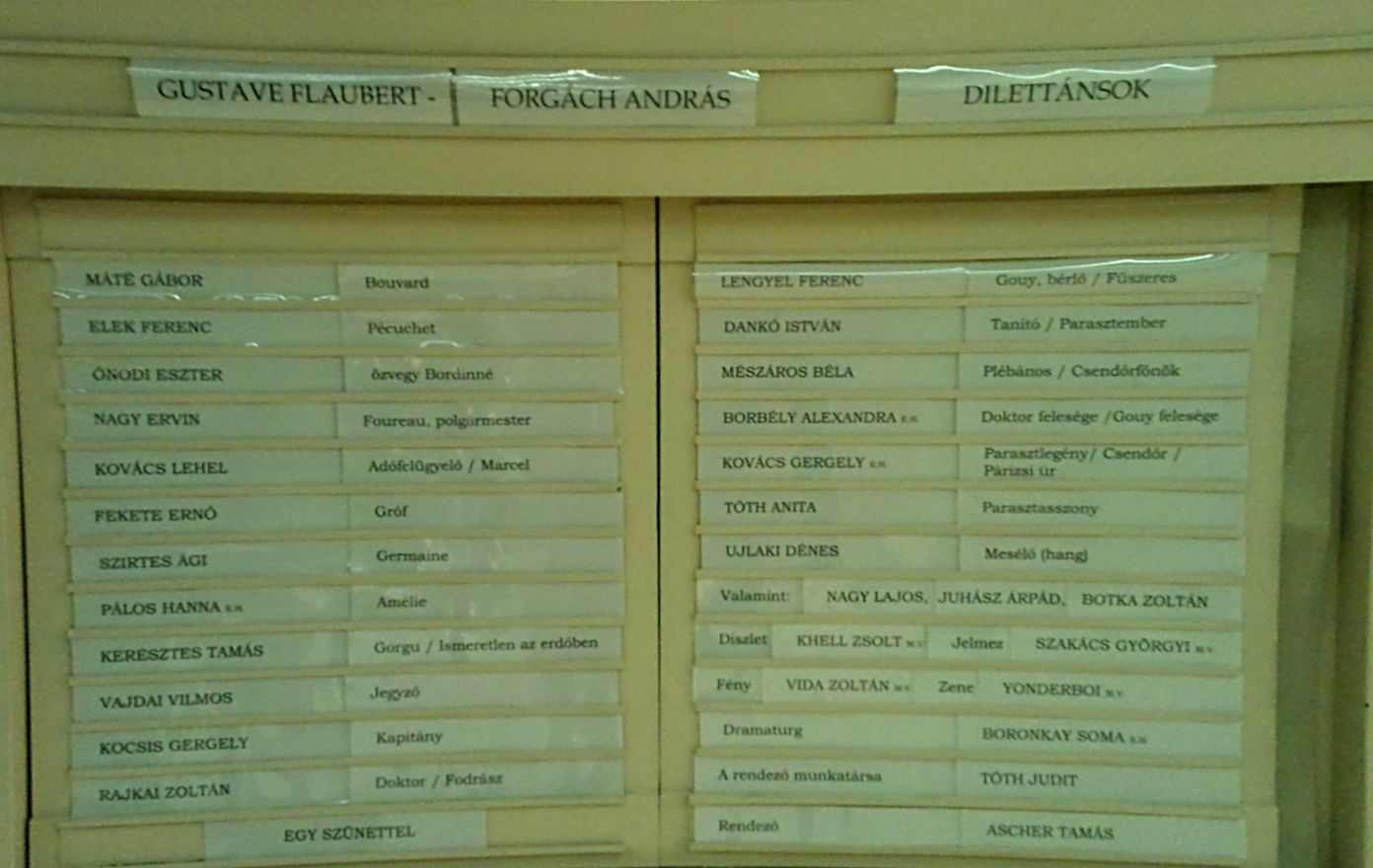
Dilettánsok 2011. május 8.
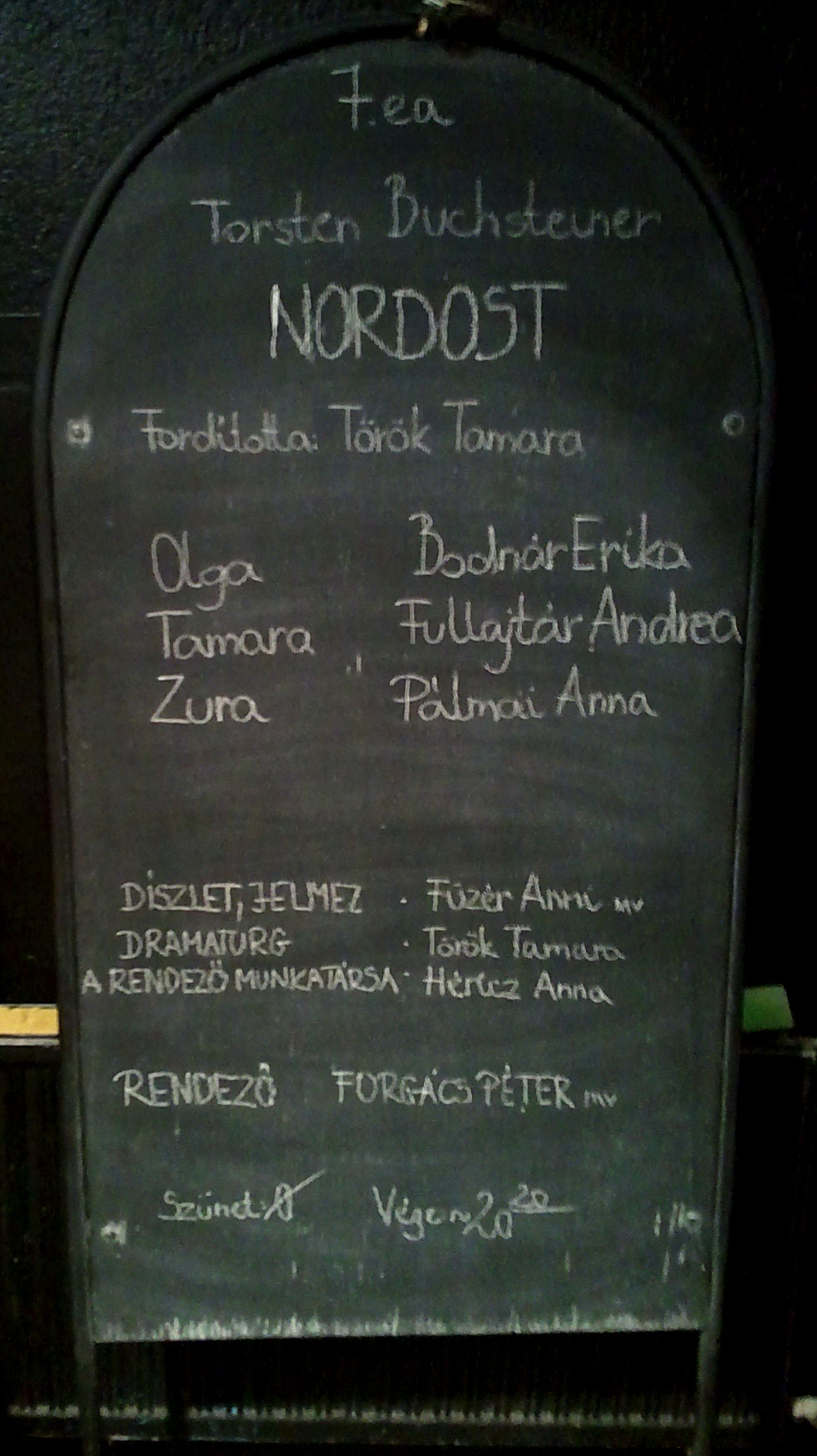
Nordost 2011. május 21.

- Tersánszky Józsi Jenő-Grecsó Krisztián: Cigányok. Bemutató: 2010. október 15. Rendező: Máthé Gábor Színlap
- Roland Schimmelpfennig: Golden Dragon. Bemutató: 2010.  október 30. Rendező: Gothár Péter Színlap
- Molière: A mizantróp. Bemutató: 2011. január 28. Rendező: Zsámbéki Gábor

A színház három évtizedes történetében először fordult elő, hogy egy darabot két rendezésben is bemutattak. Az 1988-as előadást Székely Gábor rendezte, akinek ez volt a Petőfi Sándor utcai teátrumban az utolsó rendezése. Különös véletlen, hogy a 2011-es bemutató után pár nappal Zsámbéki Gábor átadja a színház vezetését Máté Gábornak. Ő az egyetlen, aki mindkét előadásnak szereplője volt.
| \| \| 1988. november 11. \| 2011. január 28. \| \| ---------- \| ----------------------------- \| --------------------------------------------------- \| \| Alceste \| Cserhalmi György \| Fekete Ernő \| \| Célineme \| Udvaros Dorottya \| Ónodi Eszter \| \| Philinte \| Máté Gábor \| Kocsis Gergely \| \| Oronte \| Balkay Géza \| Máté Gábor \| \| Éliante \| Bertalan Ágnes \| Tenki Réka \| \| Arsioné \| Bodnár Erika \| Fullajtár Andrea \| \| Acaste \| Varga Zoltán \| Takátsy Péter \| \| Clitandre \| Bán János \| Elek Ferenc \| \| Basquue \| Hollósi Frigyes \| Mészáros Béla \| \| Továbbá... \| Horváth József Csendes Olivér \| Vajdai Vilmos, Kiss Eszter Tóth Anita, Ujlaki Dénes \| |                               |                                                     |
| |                               |                                                     |
| | 1988. november 11.            | 2011. január 28.                                    |
| Alceste | Cserhalmi György              | Fekete Ernő                                         |
| Célineme | Udvaros Dorottya              | Ónodi Eszter                                        |
| Philinte | Máté Gábor                    | Kocsis Gergely                                      |
| Oronte | Balkay Géza                   | Máté Gábor                                          |
| Éliante | Bertalan Ágnes                | Tenki Réka                                          |
| Arsioné | Bodnár Erika                  | Fullajtár Andrea                                    |
| Acaste | Varga Zoltán                  | Takátsy Péter                                       |
| Clitandre | Bán János                     | Elek Ferenc                                         |
| Basquue | Hollósi Frigyes               | Mészáros Béla                                       |
| Továbbá... | Horváth József Csendes Olivér | Vajdai Vilmos, Kiss Eszter Tóth Anita, Ujlaki Dénes |

- Flaubert-Forgách András: Dilettánsok. Rendező: Ascher Tamás, Bemutató: 2011. április 29. Színlap

Kamra
- Dorota Maslowska: Két lengyelül beszélő szegény román. Bemutató: 2010. október 14. Rendező: Kovács Dániel e.h. Színlap
- Presznyakov-fivérek: ЧЕРЕНАДРАГ (Cserenadrág)[4] Rendező: Vajdai Vilmos. A TÁP Színházzal közös produkció. Bemutató: 2010. október 31. Színlap
- Nádas Péter: Szirénének. Bemutató: 2011. január 29. Rendező: Dömötör András m.v. Színlap
- Torsten Buchsteiner: Nordost. Bemutató: 2011. április 28. Rendező: Forgács Péter m.v. Színlap

Sufni
- Notóriusok VII.  Meller-hadnagy. Bemutató: 2010. december 9. Rendező: Zsótér Sándor és Máté Gábor. Színlap[halott link]

## Felújítás
- Csalog Zsolt: Csendet akarok. Bemutató: 2010. december 19. Rendező: Zsámbéki Gábor

## Átvett előadás
- Platón: Szókratész védőbeszéde. A több évtizede játszott, hangoskönyvben is megjelent monodráma februártól a Sufniban látható, Haumann Péter előadásában.

## További repertoár darabok
| - Elnöknők: Bemutató időpontja: Kamra 1996. május 18. Színlap: - Portugál: Bemutató időpontja: Kamra 1998. október 18. Színlap: Változás a bemutató óta: Bese szerepében, Dévai Balázst, Hajduk Károly váltotta. - Top Dogs: Bemutató időpontja: Kamra 2002. április 20. Színlap: Változás a bemutató óta: Anna szerepében, Bertalan Ágnes helyén vendégként, Tóth Ildikó - Koccanás Bemutató:2004. január 4. Színlap - Ivanov Bemutató: 2004. március 27. Színlap: - Ledarálnakeltűntem Bemutató: 2005. január 28. Színlap: - A vadkacsa Bemutató: 2007. január 16. Színlap: - Mi ez a hang? (Dzsesztetés) Bemutató: A38 Hajó, 2007. június 18. Színlap: - Sáskák Bemutató: 2008. május 19. Színlap: | - Lány, kertben. Bemutató: 2009. február 13. Színlap: - A hős és a csokoládékatona Bemutató: 2009. április 24. Színlap: - Éhség Bemutató: 2009. április 25. Színlap: - Ödön von Horváth: Mesél a bécsi erdő. Bemutató: 2009. november 6. Rendező: Zsámbéki Gábor. Színlap: - Pedro Calderón de la Barca: Az élet álom Bemutató: 2010. Január 30. Rendező: Kovács Dániel eh. Színlap: - Weöres Sándor: A kétfejű fenevad. Bemutató: 2010. február 21. Rendező: Máté Gábor. Színlap: - Mennyekbe vágtató prolibusz. Fekete Ernő Weöres Sándor estje. Bemutató: 2010. március 10. - Pierre de Marivaux: A szerelem diadala. Bemutató 2010. április 23. Rendező: Ascher Tamás Színlap: - Gyász - A Tünet Együttessel megvalósított koprodukció. Bemutató 2010. május 14.Színlap |

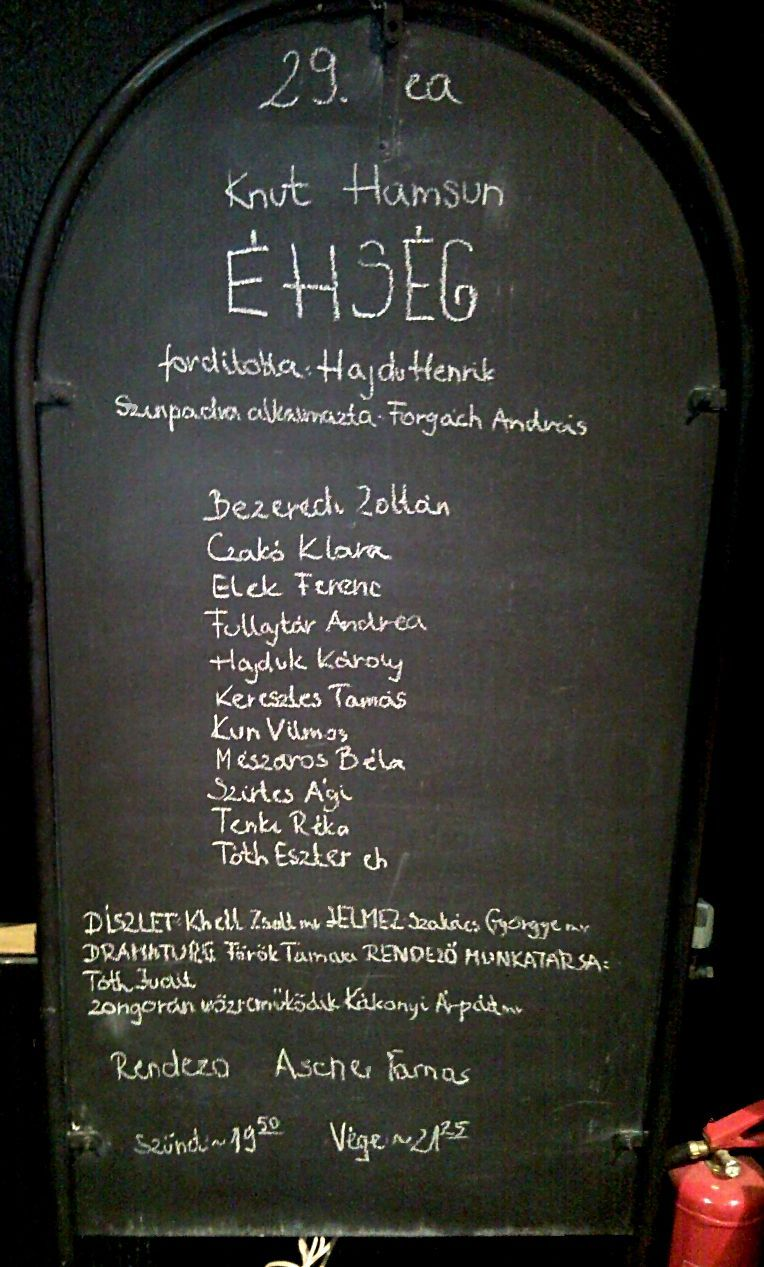
Éhség 2010. december 14.
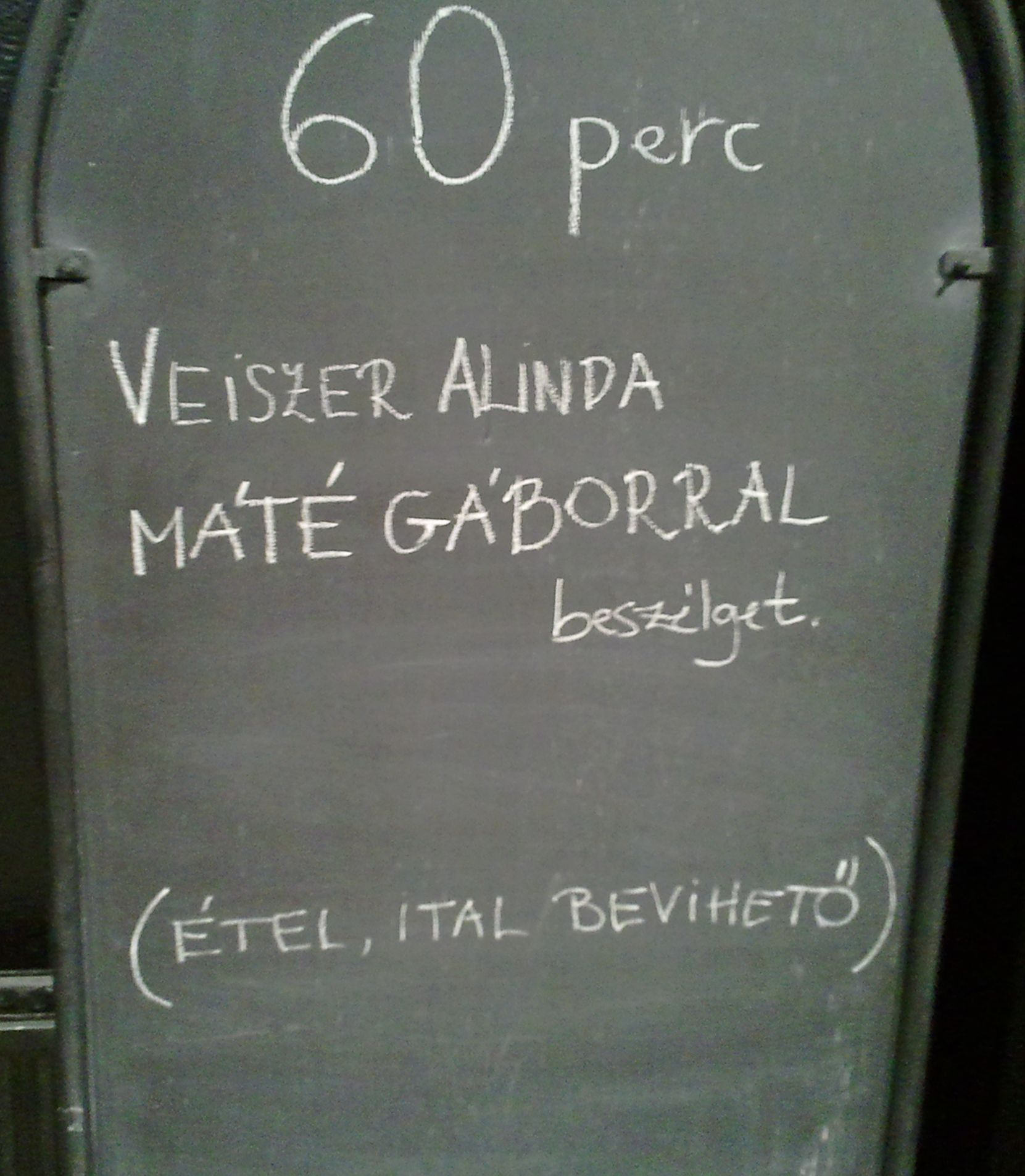
60 perc 2011. február 18.

## Hatvan perc
- Veiszer Alinda beszélgetései: Ónodi Eszter ;[6] Fekete Ernő , Fullajtár Andrea ; Máté Gábor ; Khell Csörsz - Khell Zsolt; Ujlaki Dénes - ; Pelsőczy Réka -

### Változások a repertoár darabok szereposztásában
Jordán Adél és Rezes Judit őszre várják első gyermekük születését. Szabadságuk miatt a következő szereposztások változnak.
- Mesél a bécsi erdő - Marianne: Rezes Judit / Tenki Réka; Bárónő: Tenki Réka /Pelsőczy Réka
- Sáskák - Dada, 36: Rezes Judit / Onódi Eszter; -Alegra 10: Jordán Adél / Kovács Lehel
- Ledarálnakeltűntem: Rezes Judit / Fullajtár Andrea; Jordán Adél / Szandtner Anna m.v.
- Top Dogs - Vanda: Rezes Judit / Pelsőczy Réka
- Koccanás - Kismama 2: Rezes Judit / Pálmai Anna
- Gyász: Rezes Judit / Hezella Júlia e.h.
- Ivanov - Szása: Jordán Adél / Szandtner Anna m.v.
- A hős és a csokoládé katona- Raina: Jordán Adél / Péter Kata m.v.
- A szerelem diadala - Leonida: Jordán Adél / Pálmai Anna; Korina: Pálmai Anna / Borbély Alexandra e.h.
- Az élet álom - Rosaura: Jordán Adél / Petrik Andrea m.v.

## A bemutatók vendégművészei és egyetemista közreműködői, alkotói
- Cigányok
  - Pálos Hanna, Kovács Gergely, Simon Zoltán (eh.)
  - Kovács Ádám (EJI Ösztöndíjas)
  - Cziegler Balázs (díszlet)
  - Füzér Anni (jelmez)
- Két lengyelül beszélő szegény román
  - Borbély Alexandra (eh.)
  - Boros Lőrinc (e.h.-díszlet)
  - Miareczky Edit (jelmez)
  - Kolozsváry Bálint, Kovách Klaudia e.h., Juhász András (videó)
  - Keresztes Gábor (zene)
  - Boronkay Soma (dramaturg)
- Notóriusok (Meller Rózsi: Írja hadnagy)
  - Zsótér Sándor (rendező)
  - A Színház- és Filmművészeti Egyetem II. évfolyamának hallgatói: Bán Bálint, Bárnai Péter, Fehér Benő, Fehér László, Kádár Rita, Király Dániel, Kurta Niké, Ostorházi Bernadett, Nagy Boglárka, Rada Bálint, Viktor Balázs.
- Golden Dragon
  - Bujdosó Nóra (jelmez)
  - Fekete Gyula (zene)

- Mizantróp
  - Bagossy Levente (díszlet)
  - Szakács Györgyi (jelmez)
  - Bányai Tamás (világítás)
  - Várady Szabolcs (irodalmi munkatárs)
- Szirénének
  - Dömötör András (rendező)
  - Herczeg Adrienn, Gál Gabi, Jéger Dorottya.
  - Pálos Hanna, Borbély Alexandra, Tóth Eszter, Huzella Júlia, Kovács Gergely egyetemi hallgatók.
  - Horgas Péter (díszlet)
  - Bujdosó Nóra (jelmez)
  - Radnai Annamária (dramaturg)
  - Zombola Péter, Kákonyi Árpád (zene)
- Dilettánsok
  - Pálos Hanna, Borbély Alexandra, Kovács Gergely egyetemi hallgatók.
  - Khell Zsolt (díszlet
  - Szakács Györgyi (jelmez)
  - Boronkay Soma (dramaturg, egyetemi hallgató)
  - Yonderboi (zene)
- Nordost
  - Forgács Péter (rendező)
  - Füzér Anni (díszlet és jelmeztervező)

## Beugrások
Áprilisban Farkas Ignác helyettesítette Csuja Imrét a Portugál című darabban. A Jászai Mari-díjas művész a Zalaegerszegi Hevesi Sándor Színház tagja, ahol 2011. március 4-én volt a sikeres, Egressy Zoltán darab bemutatója.

## Külföldi vendégszereplések
- 2010. november 20–21. Stuttgart: Csendet akarok[7]
- 2011. február 8. Lendva: Portugál
- 2011. március 19–20. Łódź: Mesél a bécsi erdő

## Jubiláló előadások
- 2010. november 15. A hős és a csokoládé katona: '50. előadás
- 2010. december 30. Top Dogs 250. előadás
- 2011. január 4. Ledarálnakeltűntem 150. előadás
- 2011. március 26. Ivanov 150. előadás
- 2011. március 27. Koccanás 150. előadás
- Sáskák 2011. május 31. 50. - egyben utolsó - előadás

## Búcsúzó repertoárdarabok
- Az éhség 2011. január 21.
- A vadkacsa 2011. február 4. a Petőfi Sándor utcában.[8]
- Gyász 2011. április 16.
- Mesél a bécsi erdő 2011. május 26.
- A szerelem diadala 2011. május 27.
- Sáskák 2011. május 31.

## Vendégszereplések a "Katonában"
- Budapest bár: Lemezbemutató koncert
- Szalóki Ági: Karády est (Közreműködő: Kocsis Gergely)
- Tünet Együttes: Alibi
- Pilinszky est. A produkció weboldala

## Díjak
- Vidor fesztivál [9]
  - Smeraldina-díj: Szirtes Ági (a legjobb női epizódalakítás)
  - Brighella-díj: Máté Gábor (a legjobb férfi epizódalakítás)

A színház művészei közül Ascher Tamás, Bán János és Máté Gábor további elismerésben részesült, más - "Katonán" kívüli - produkciókért.
- Színikritikusok Díja (jelölés)
  - A kétfejű fenevad: A legjobb előadás
  - Fekete Ernő: A legjobb férfi főszereplő (Othello, A kétfejű fenevad és a Mennyekbe vágtató prolibus)
  - Máté Gábor: A legjobb férfi mellékszereplő (A szerelem diadala)
  - Füzér Anni: A legjobb jelmez (A kétfejű fenevad)

Az eredményhirdetéskor Fekete Ernő és Máté Gábor léphetett győztesen a színpadra. A színház főrendezője a legjobb előadás és a legjobb férfi mellékszereplő díját is átvehette.
- A Nemzet Színésze

2010. szeptember 21-én egyhangú szavazással Haumann Péter lett - huszadikként - a cím birtokosa.
- Tenki Réka: Junior Prima díj
- Hajduk Károly: Jászai Mari-díj
- Bán János: Prága - Trebbia Európai Díj[11]
- Lengyel Ferenc, Miklauzic Bencével közösen írt, A parkoló című filmtervük, a legjobb kelet-közép-európai forgatókönyvnek járó Krzysztof Kieślowski-díj kiosztásán, különdíjat kapott a 64. Cannes-i Filmfesztiválon.[12]
- Szirtes Ági: Budapest díszpolgára
- Ujlaki Dénes: PUKK-díj
- Kovács Lehel: Máthé Erzsi-díj
- Bán János: A színészi küldetés díja (Szlovákia, trancsénteplici Art Film Fest)[13][14]
- POSZT, 2011
  - A mizantróp: A zsűri különdíja
- Ivánka Csaba-díj
  - Bán János
- A Vastaps Alapítvány díjai[15]
  - A legjobb rendezés: Zsámbéki Gábor (A mizantróp)
  - A legjobb női főszereplő: Szirtes Ági (Cigányok)
  - A legjobb férfi főszereplő: Fekete Ernő (A mizantróp)
  - A legjobb női mellékszereplő: Bodnár Erika (Két lengyelül beszélő szegény román, Nordost)
  - A legjobb férfi mellékszereplő: Lengyel Ferenc (Cserenadrág)
  - Különdíj: Vajdai Vilmos (Cserenadrág)